# 湖南人民广播电台音乐之声
893芒果音乐台，又名湖南电台音乐之声，于2005年12月试播，2006年5月1日正式开播，是中华人民共和国湖南第一家省级汽车音乐电台，也是省级唯一专业音乐电台。